# Angry Anderson

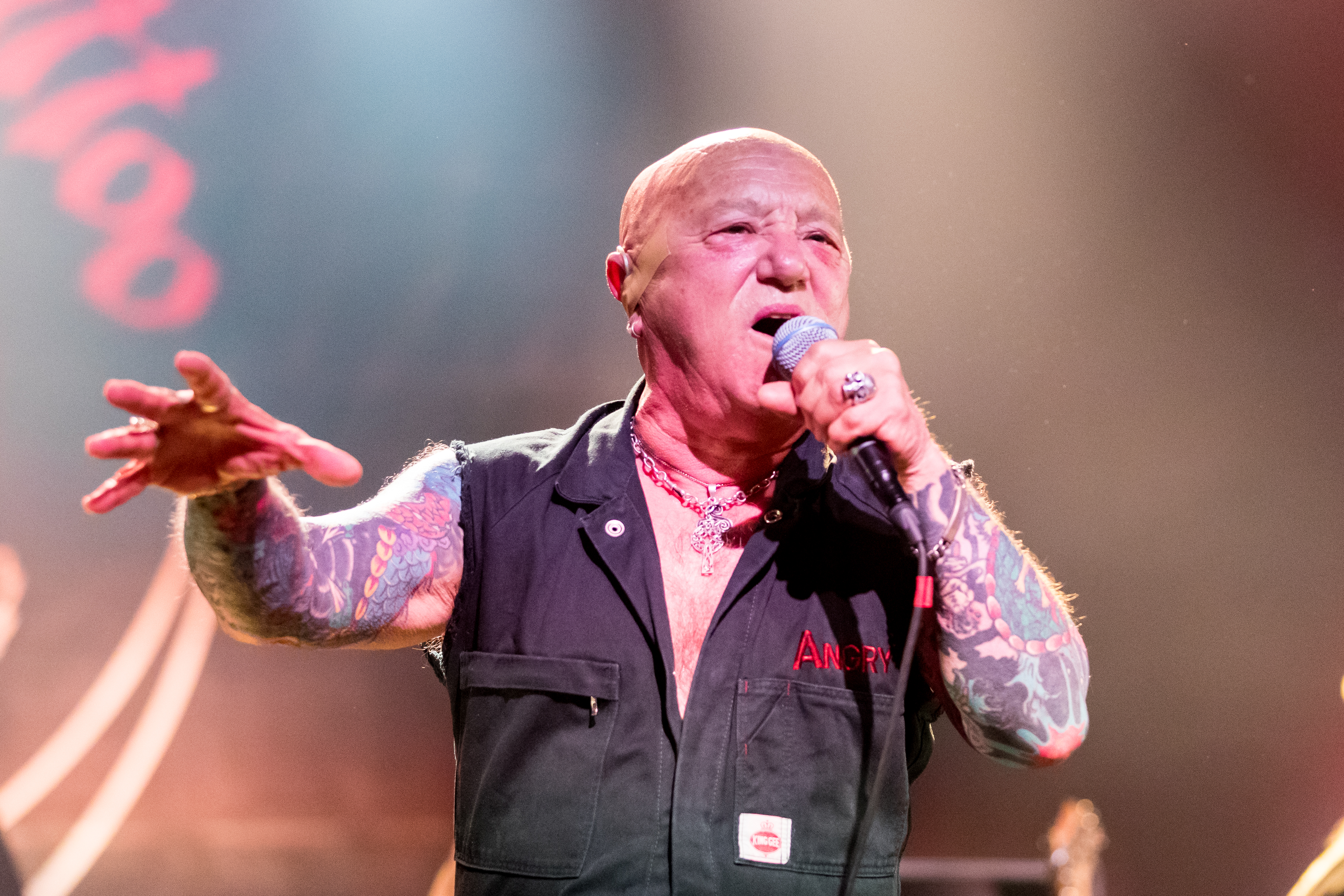
Angry Anderson

Angry Anderson (Melbourne, 5 augustus 1947) is een Australische rockzanger.
Angry's officiële naam is Gary Stephen Anderson. Na een moeilijke jeugd besloot hij een carrière in de muziek na te streven. Na een tijd in de hippieband Peace, Power & Purity te hebben gezongen trad hij in 1974 toe tot de band Buster Brown, waar ook de latere drummer van AC/DC, Phil Rudd in speelde. Buster Brown nam één plaat op, getiteld Something to say. De band speelde onder andere op het Sunbury-festival. Een echte doorbraak bleef echter uit en niet lang daarna ging de band uit elkaar. Anderson richtte daarna met de bassist van Buster Brown, Geordie Leach, Rose Tattoo op. Met die band werd hij wereldberoemd en begin jaren 80 was de band live te zien op het beroemde Reading Festival. Rose Tattoo ging rond 1987 uit elkaar.
Tussentijds speelde hij in 1985 een rol in de actiefilm Mad Max Beyond Thunderdome.
In de jaren 80 werd Anderson politiek actief en hij werkte daarnaast ook in de sociale sector.
Anderson werd bij een groot publiek bekend doordat het nummer 'Suddenly', dat hij solo op single uitbracht, gebruikt werd bij de tv-bruiloft van Kylie Minogue en Jason Donovan in de serie Neighbours.
In 1992 was hij op toneel te zien in de musical Jesus Christ Superstar waarin hij de rol van Herodes vertolkte.
Eind jaren 90 werd Rose Tattoo heropgericht en sinds die tijd treedt hij weer op en maakt platen.
Naast zijn activiteiten als rockzanger is Anderson een alleenstaande vader van vier kinderen.
- Gemeinsame Normdatei: 134605705
- International Standard Name Identifier: 0000 0000 9314 8581
- Library of Congress Control Number: n95075764
- MusicBrainz: 93cccdd0-d00e-47c8-b5ee-37a09fa1ac3a
- Virtual International Authority File: 1720270
- WorldCat: E39PBJdrHg4qqQyx4rrbCBwKVC